# 류경정주영체육관

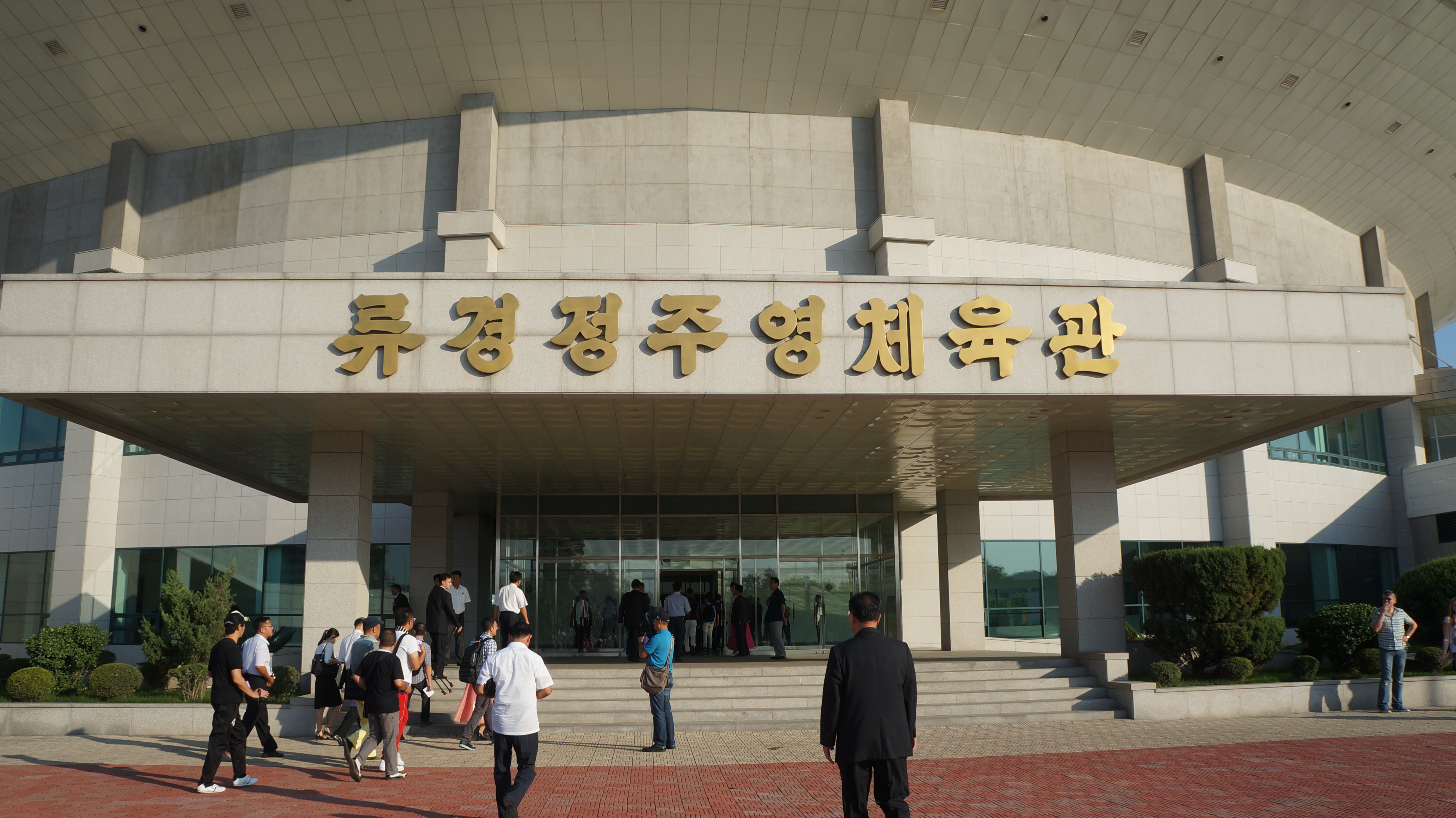
류경정주영체육관 2014년 8월 모습

류경정주영체육관(柳京鄭周永體育館, 영어: Ryugyong Chung Ju-yung Gymnasium 또는 Pyongyang Arena)은 조선민주주의인민공화국 평양직할시의 보통강구역에 위치한 실내체육관으로 2003년 10월 6일 개관식을 가졌다.
평양시내 중심지인 류경호텔 옆 보통강변에 자리 잡고 있으며, 류경은 버드나무가 많은 도시라는 뜻으로 평양의 오랜 별칭이기도 하다. 여기에 대한민국 현대그룹 정주영 명예회장의 이름을 합쳐 류경 정주영체육관으로 명명되었다.
이 체육관은 지난 1998년 10월 고 정주영 명예회장이 북측의 사업 파트너인 아시아태평양평화위원회와 체육관 건설 및 체육교류에 대한 합의서를 맺은 후, 1999년 9월 29일 착공식을 하고 2003년 5월에 공사를 최종 마무리했으며 2003년 10월 6일에 개관식 행사를 갖게 되었다. 노동신문은 2003년 10월 7일 자 1면에서 "류경 정주영체육관 개관식 진행"이라는 제목으로 "민족의 화해와 협력, 단합과 자주통일을 지향하는 온 겨레의 관심속에 류경 정주영체육관 개관식이 6일 진행되었다"고 보도하였다.
총공사비는 약 5,600만 달러가 소요되었는데 이중 현대아산 측이 4,700만 달러, 북측이 900만 달러를 부담하였으며 남측이 설계와 기술, 주요 자재 공급 등을 맡았고 북측이 노동력과 골재 등을 제공하여 건설되었다. 현대그룹의 기술력과 북측의 노동력이 결합된 명실상부한 남북 경협의 상징인 류경 정주영체육관은 돔 형태의 지붕이 스테인리스 재질로 되어 있어 마치 비행접시 모습이며, 연건축면적 약 29,000여 m2 관람석 12,300석의 주경기장과 164석의 부경기장으로 구성되어 있다. 농구, 배구, 탁구, 씨름 등 실내경기 전용 종합 실내체육관이며, 최근에는 이곳에서 모란봉악단, 조선인민군공훈국가합창단 등의 음악공연도 많이 열리고 있다.
2003년 10월 8일 체육관 개관기념 '통일음악회'가 열렸으며 이를 위해 대한민국 가수 조영남, 설운도, 주현미, 베이비복스, 신화, 바리톤 김동규와 1,100명의 참관단은 최초로 휴전선을 통해 평양을 방문하였으며 또한 2005년 8월 23일 가수 조용필이 이곳에서 단독 공연을 하였다. 2013년 9월 14일, 이곳에서 열린 2013 아시안컵 및 아시아 클럽역도선수권대회에서 남자 주니어 85kg급에 출전한 대한민국 김우식, 이영균 선수가 각각 우승과 준우승을 차지해 시상식에서 태극기가 게양되고 애국가가 연주되었다. 한국전쟁 이후 조선민주주의인민공화국의 공식 행사에서 대한민국 태극기가 게양되고 애국가가 연주된 것은 최초였다고 한다.

## 같이 보기
- 정주영